# Nedre Bäcknästjärnen
Nedre Bäcknästjärnen är en sjö i Härjedalens kommun i Härjedalen och ingår i Ljusnans huvudavrinningsområde.